# قطعنامه ۴۰۲ شورای امنیت
قطعنامه ۴۰۲ شورای امنیت سازمان ملل متحد که در تاریخ ۲۲ دسامبر ۱۹۷۶ تصویب شد، سندی بین‌المللی دربارهٔ لسوتو-آفریقای جنوبی است. این قطعنامه طی نشست ۱٬۹۸۲ام تصویب شد.